# Загај
Загај (словен. Zagaj) је насељено место у општини Бистрица об Сотли, Посавска регија, Словенија.

## Историја
До територијалне реорганизације у Словенији био је у саставу старе општине Шмарје при Јелшах.

## Становништво
У попису становништва из 2011. године, Загај је имао 139 становника.
| Број становника према пописима | Број становника према пописима | Број становника према пописима |
| ------------------------------ | ------------------------------ | ------------------------------ |
| 1991                           | 2002                           | 2011                           |
| 170                            | 151                            | 139                            |

## Галерија
- поглед на загајске Свете Горе
- успон на загајске Свете Горе
- капела "Свети Ђорђе"
- капела "Свети Мартин"
- капела "Богородица Лурдска".